# Dům Tragického básníka
Dům tragického básníka (italsky Casa del Poeta Tragic) je název domu v antických Pompejích. Je situován v severozápadní části města s vchodem z ulice Via delle Terme. Dům je ukázkou typického obydlí z dob římského impéria, zdobeného podlahovými mozaikami a nástěnnými malbami.
Za svůj zvláštní název dům vděčí mozaice umístěné v tablinu (místnosti, ve které majitel přijímal hosty), která zobrazuje divadelní výjev s herci, hudebníky a jevištními scénami. O tom, že jeho majitel byl pravděpodobně obchodník, svědčí půdorysné uspořádání domu: dvě místnosti po stranách vstupního vestibulu sloužily jako obchody.

## Historie

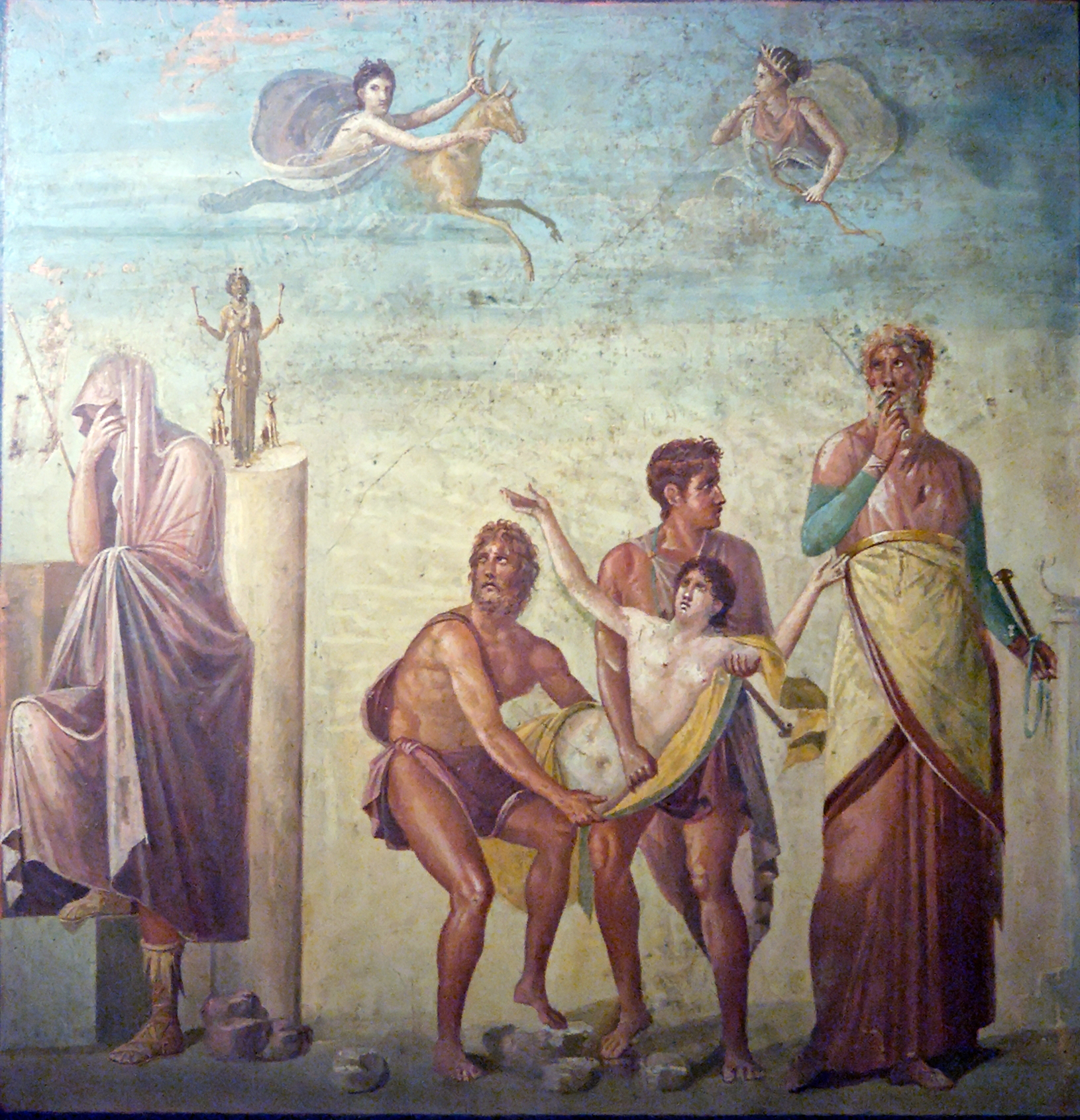
Obětování Ifigénia. Malba na zadní stěně sloupořadí, pocházející z období po roce 62 a znázorňuje tragédii Ifigenie v Aulidě. Odysseus s Achillem nesou dívku k oběti, vpravo je věštec Kalch s dýkou, vlevo se zahalenou hlavou stojí Agamemnón. Na nebesích je již připravena Artemis, aby zaměnila dívku za laň. Dnes se freska nachází v Národním archeologickém muzeu v Neapoli.

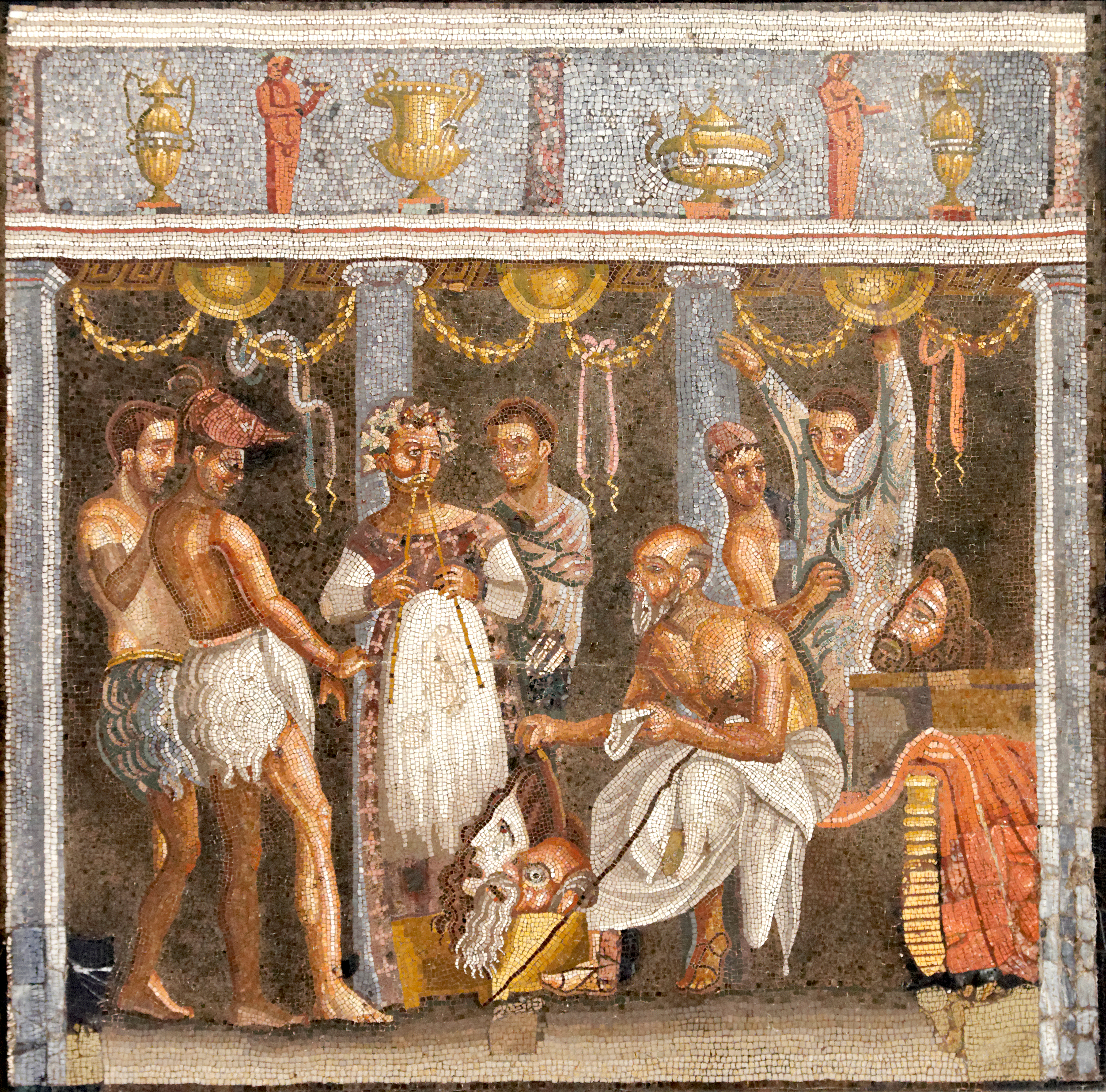
Mozaika v tablinu, podle níž dostal dům pojmenování. Zachycuje herce, kteří se připravují na satyrské drama, jak to dokumentují jejich kostýmy. Uprostřed zkouší jeden z členů sboru dvojitou píšťalu.

Původní stavba jinak nevelkého domu pochází z 2. století př. n. l. Po zemětřesení v roce 62 získal dům výzdobu, která přetrvala až do zkázy města.
Dům byl odkryt v letech 1824–1825 s velmi zachovalou výzdobou, která však ve velké míře skončila ve výstavních prostorách Národního archeologického muzea v Neapoli. Dům patřil k typu staveb, které měly hlavní místnosti na jedné ose.

## Popis
Z ulice se do domu vcházelo přímo do protáhlého vestibulu, jehož podlahu zdobila bílá mozaika s pravidelným vzorem. Na ní se vyjímal obraz hnědého psa téměř v životní velikosti, pod kterým byla z barevných úlomků poskládána slova Cave Canem (tj. Pozor pes).
Z vestibulu se vstupovalo do prostorného, malbami zdobeného atria. Je zřejmé, že majitelé si dali záležet na výběru umělce, kterému práci svěřili. Téměř všechny se vztahují k trojskému cyklu: svatba Jupitera a Junony, Chryseův odchod, Achilles předává Bríseovnu a další. Střed atria vyplňuje působivé impluvium, jehož stěny a dno jsou z mramoru. Do atria ústily místnosti různého určení a odtud se po příkrém schodišti vystupovalo do druhého patra.
Přes atrium a tablinum se procházelo do otevřené zahrady s peristylem, pod kterým se v jeho východní části nacházela malba Obětování Ifigénie.
Dům tragického básníka je názornou ukázkou, jak si pompejští patriciové zdobili své domovy a jakým dojmem chtěli působit na své spoluobčany. V žádném jiném domě (s výjimkou domu Vettiů) nebylo tolik maleb s mytologickými náměty.